# Lippo Hertzka
Lippo Hertzka (eigentlich Hertzka Lipót; * 19. November 1904 in Budapest oder 1893 in Wien; † 14. März 1951 in Montemor-o-Novo, Portugal) war ein ungarischer Fußballspieler und -trainer.

## Karriere als Spieler und Trainer
Real Sociedad San Sebastián verpflichtete Lippo Hertzka als Spieler, nachdem er ihnen bei einem Freundschaftsspiel gegen den Essener Turnerbund positiv aufgefallen war.
Nach seiner Spielerkarriere bei den txuri-urdin begann er bei ihnen 1923 seine Trainerlaufbahn. Nach drei Jahren wechselte er zu Athletic Bilbao und nach weiteren zwei Jahren kam er 1928 zu Sevilla FC. Mit dieser Mannschaft konnte er 1929 seinen ersten Erfolg feiern, als man Meister der Segunda División wurde, den Aufstieg jedoch in Relegationsspielen gegen Racing Santander verpasste. Nicht ganz zweifelsfrei belegbar ist, ob Hertzka anschließend für eine Saison zu seinem alten Club Schwarz-Weiß Essen zurückkehrte.
1930 wechselte er zu Real Madrid und führte den Verein in der Saison 1931/32 zum Gewinn seiner ersten Spanischen Meisterschaft. Trotz seines Erfolges in der Meisterschaft wurde er wohl wegen des frühen Ausscheidens in der Copa del Rey 1932 entlassen und intern durch Pedro Llorente und den späteren Präsidenten Santiago Bernabéu ersetzt. Noch drei weitere Jahre blieb Hertzka in Spanien und trainierte die Vereine Hércules CF und Recreativo Granada.
1935 schließlich verließ er Spanien und wurde Trainer bei Benfica Lissabon in Portugal. Die Mannschaft aus der Hauptstadt führte er 1936 nicht nur zum Gewinn des ersten Portugiesischen Meistertitels, sondern auch noch zur zweimaligen Titelverteidigung in den zwei darauffolgenden Jahren. 1939 wechselte er zum Stadtrivalen Belenenses Lissabon und 1942 zum FC Porto, doch bei beiden Vereinen konnte er nicht an die erfolgreichen Zeiten anknüpfen. 1947 kehrte er schließlich zu Benfica Lissabon zurück. Seine Trainerkarriere beendete er von 1948 bis zu seinem Tod 1951 bei União Montemor.

## Erfolge als Trainer
- Spanischer Meister: 1931/32
- Portugiesischer Meister: 1935/36, 1936/37, 1937/38